# 글록 17
글록 17(독일어: Glock 17)은 오스트리아 군수품 회사 글록에서 생산한 반자동 권총이다. 가스통 글록은 고분자 폴리머를 전공했기에, 플라스틱으로 권총을 만들고자 했다. 그리고 3개월의 시행착오 끝에 나온 것이 글록17이다. 글록17은 쇼트 리코일 방식, 세이프 액션 방식, 9 mm 패러벨럼 탄 사용 반자동 권총으로 1980년대 초에 처음 등장하였다. 표준 탄창 용량은 17발이다. 오스트리아, 스웨덴, 노르웨이 군에 제식 채용되어 사용 중이다. 제품명의 17은 Gaston Glock의 17번째 특허에서 유래된 번호이다. 다른 글록 권총들과 마찬가지로, 글록 17은 튼튼함과 높은 신뢰성으로 유명하다.

## 같이 보기
- ZIGANA T
- 글록 18
- 글록 19
- 글록 26
- 글록 34
- 대우 DP-51
- 발터 P38
- 발터 P5
- 발터 P88
- 발터 P99
- 라티 L35
- 슈타이어 GB
- 슈타이어 M
- FN 브라우닝 M1903
- 베레타 92